# Liste des longs métrages panaméens proposés à l'Oscar du meilleur film international
Cet article présente la liste des longs métrages panaméens proposés à l'Oscar du meilleur film international.

## Films proposés par le Panama
| Année (Cérémonie) | Titre français                   | Titre original                   | Langue(s)         | Réalisateur                               | Résultat                      |
| ----------------- | -------------------------------- | -------------------------------- | ----------------- | ----------------------------------------- | ----------------------------- |
| 2015 (87e)        | Invasión (es)                    | Invasión (es)                    | espagnol          | Abner Benaim (en)                         | Non nommé                     |
| 2016 (88e)        | Caja 25                          | Caja 25                          | espagnol          | Mercedes Arias, Delfina Vidal             | Retiré de la liste définitive |
| 2017 (89e)        | Salispuedes (es)                 | Salispuedes (es)                 | espagnol          | Ricardo Aguilar Navarro, Manuel Rodríguez | Non nommé                     |
| 2018 (90e)        | Más que hermanos (es)            | Más que hermanos (es)            | espagnol          | Arianne Benedetti                         | Non nommé                     |
| 2019 (91e)        | Yo no me llamo Rubén Blades (es) | Yo no me llamo Rubén Blades (es) | espagnol          | Abner Benaim (es)                         | Non nommé                     |
| 2020 (92e)        | Todos cambiamos (es)             | Todos cambiamos (es)             | espagnol          | Arturo Montenegro                         | Non nommé                     |
| 2021 (93e)        | Operación Causa Justa (es)       | Operación Causa Justa (es)       | espagnol          | Luis Franco Brantley, Luis Pacheco        | Non nommé                     |
| 2022 (94e)        | Plaza Catedral (es)              | Plaza Catedral (es)              | espagnol          | Abner Benaim (es)                         | Présélectionné                |
| 2023 (95e)        | Cumpleañero (es)                 | Cumpleañero (es)                 | espagnol          | Arturo Montenegro                         | Non nommé                     |
| 2024 (96e)        | Tito, Margot y yo (es)           | Tito, Margot y yo (es)           | espagnol, anglais | Mercedes Arias, Delfina Vidal             | Non nommé                     |
| 2025 (97e)        | Despierta mamá (en)              | Despierta mamá (en)              | espagnol          | Arianne Benedetti                         | En attente                    |